# Aisling Walsh
Pour les articles homonymes, voir Walsh.
Aisling Walsh, née en septembre 1958 à Dublin, est une scénariste et réalisatrice irlandaise.

## Biographie
Originaire d'Irlande, Aisling Walsh est la fille de Raphael Walsh, un concepteur et fabricant de meubles de Navan, dans le comté de Meath. En 1975, à l'âge de 16 ans, elle commence à étudier au Dun Laoghaire Institute Of Art Design + Technology de Dublin.
Elle poursuit ses études à la National Film and Television School de Beaconsfield, en Angleterre, où l'une de ses principales influences comme professeur est Bill Douglas, un cinéaste écossais. Elle s'installe ensuite à Londres.

## Carrière professionnelle
Aisling Walsh est reconnue pour ses portraits honnêtes et sans complaisance de la société irlandaise catholique.
Les films d'Aisling Walsh ont été présentées dans des festivals du monde entier. La réalisatrice a notamment été récompensé d'un BAFTA TV Award pour Room at the Top (2012), ainsi qu'un Irish Film and Television Award et un Canadian Screen Award pour sa réalisation du long métrage Maudie (2016),.

## Filmographie partielle

### Au cinéma
| Année | Titre                | Notes                     |
| ----- | -------------------- | ------------------------- |
| 1985  | Hostage              | Court métrage             |
| 1988  | Joyriders            | Premier long métrage      |
| 2003  | Song for a Raggy Boy | Long métrage              |
| 2004  | Visions of Europe    | Segment "Invisible State" |
| 2008  | The Daisy Chain      | Long métrage              |
| 2016  | Maudie               | Long métrage              |

### À la télévision
- 2002 : Sinners[7] (téléfilm)